# کلیزا
کلیزا (به اسپانیایی: Cliza) یک شهر در بولیوی است که در شهرداری کلیزا واقع شده‌است. کلیزا ۲۱٬۷۴۳ نفر جمعیت دارد و ۲٬۷۵۰ متر بالاتر از سطح دریا واقع شده‌است.